# Klärwerk Niederrad

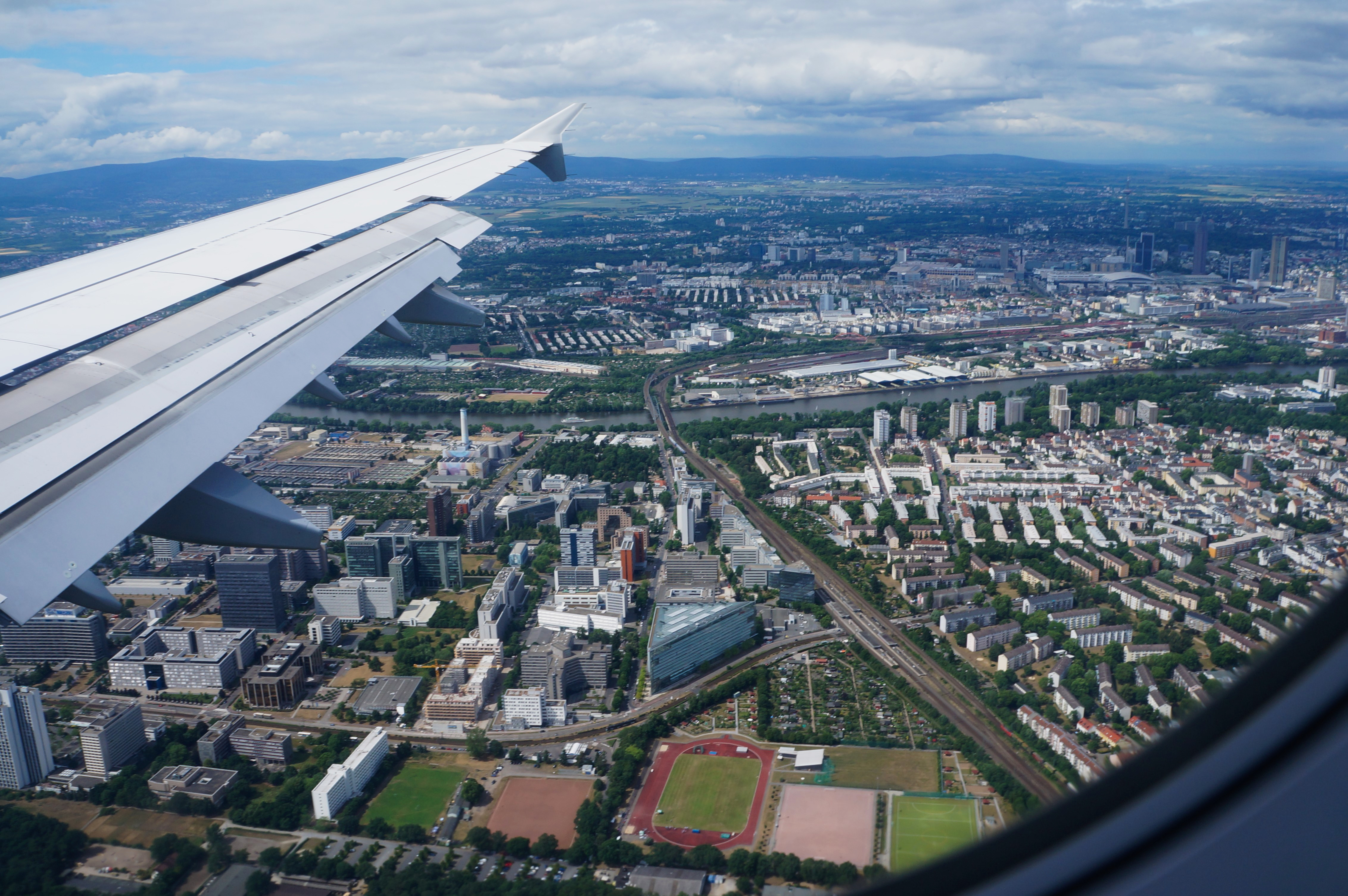
Luftbild des Klärwerkes (zwischen den Triebwerksgondeln)

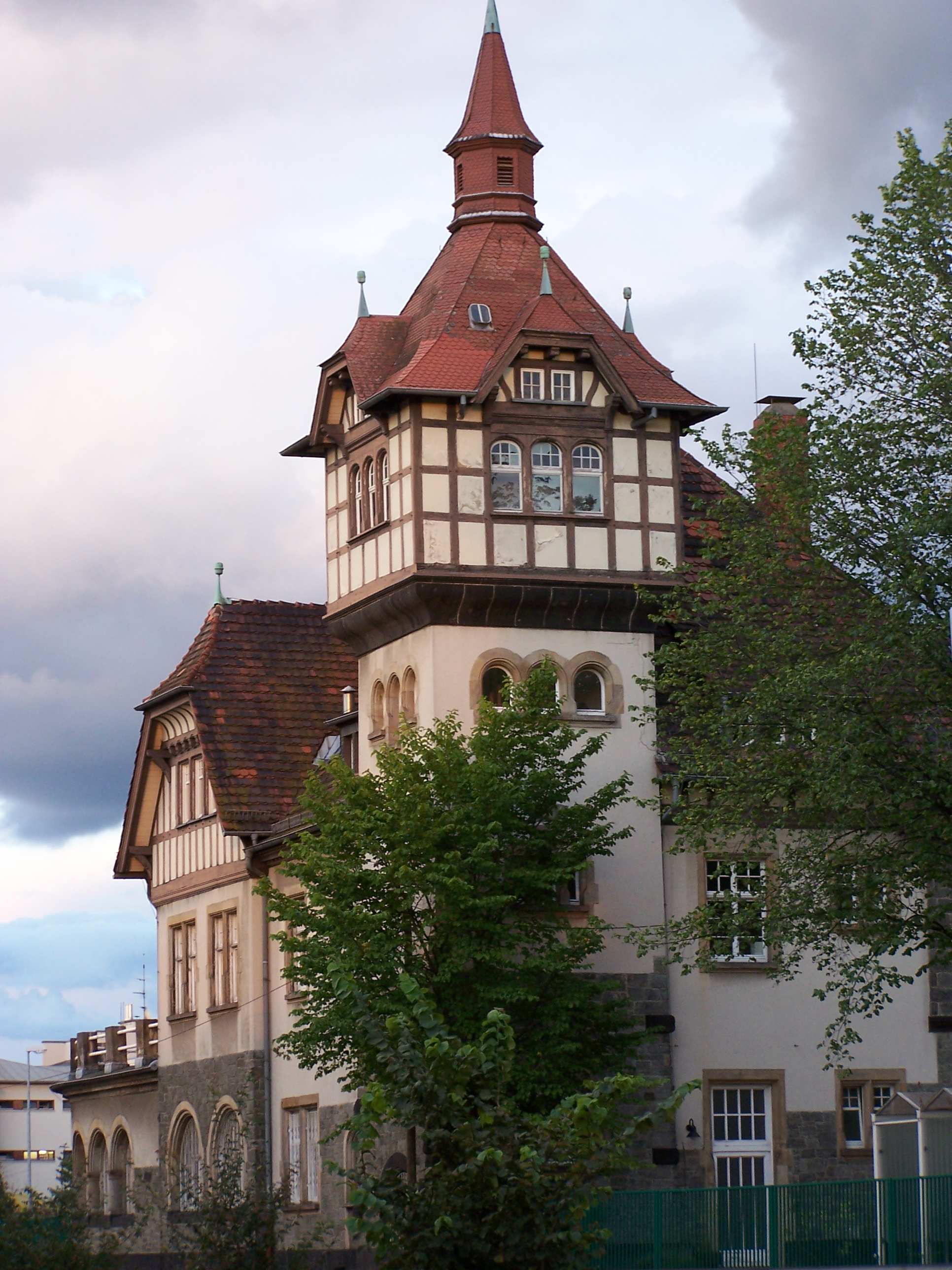
Turm des Klärwerkes

Das ehemalige Klärwerk Niederrad diente von 1887 bis 1960 als Kläranlage für die Abwässer der Stadt Frankfurt am Main. Es ist zusammen mit der Anlage des ehemaligen Klärwerks Krefeld eine der beiden letzten erhaltenen Kläranlagen aus der Gründungszeit der Stadtentwässerungen in Deutschland.

## Geschichte
1867 begann die Stadt Frankfurt am Main den Bau einer modernen Schwemmkanalisation. Schon bald nach der Inbetriebnahme des Kanalnetzes kam es zu Klagen der mainabwärts gelegenen Anrainer über die unzumutbare Verschmutzung des Flusses durch die eingeleiteten städtischen Abwässer. Für die damals übliche Ableitung in Rieselfelder fehlte der Platz, daher entschied sich die Stadt für den Bau einer mechanischen Kläranlage am Niederräder Ufer nach englischem Vorbild. Die am 31. Oktober 1882 genehmigte und 1883 bis 1887 unter Leitung von William Heerlein Lindley errichtete Anlage war die erste ihrer Art in Deutschland.
1902 bis 1904 wurde die für 140.000 Einwohner ausgelegte Anlage auf 300.000 Einwohnergleichwerte erweitert und mechanisiert, um die Arbeitsbedingungen in der Anlage zu verbessern. In dieser Form war das Klärwerk bis in das Jahr 1960 in Betrieb und diente danach noch bis 1990 als Anlage zur Behandlung von Regenwasser. Die Anlage steht unter Denkmalschutz und wurde 1992/93 denkmalgerecht saniert. Sie ist Teil der Route der Industriekultur Rhein-Main. Im alten Betriebsgebäude befindet sich heute das Umweltlabor der Stadt Frankfurt am Main.

## Reinigungsverfahren
Das Klärwerk Niederrad wurde als unter dem Terrain abgesenkte, überdeckte und überwölbte Anlage mit Sandfang, Rechenanlage, Mischkammer und den unterirdischen Klärkammern mit Zu- und Ableitungsgalerie errichtet. Sie war für 140.000 Einwohner ausgelegt und konnte täglich 18.000 Kubikmeter Abwasser reinigen. In der ersten Reinigungsstufe, dem Sandfang, setzten sich schwere mineralische Bestandteile des Abwassers am Boden ab. Der anschließende Rechen entfernte die groben Verunreinigungen, bis das Abwasser nur noch feine Schwebstoffe enthielt. In der anschließenden Mischkammer wurde dem Wasser schwefelsaure Tonerde und Kalk beigemischt, bevor es in die vier unterirdischen Absetzbecken von je 82 Metern Länge gelangte. Durch die langsame Fließgeschwindigkeit und die chemische Reaktion fielen die Schwebstoffe allmählich aus, bis das gereinigte Abwasser über die Abwassergalerie in den Main geleitet wurde. 
Die Reinigung der Absetzbecken erfolgte manuell durch Arbeiter unter heute unzumutbaren Arbeitsbedingungen. Zur manuellen Reinigung musste die Anlage jeweils vollständig außer Betrieb genommen werden. Die Klärschlämme wurden anfangs als Dünger in der Landwirtschaft verwertet, später getrocknet und zusammen mit Hausmüll in der benachbarten Abfallverbrennungsanlage verbrannt. Nach der Stilllegung der Verbrennungsanlage um 1920 wurden die Klärschlämme überwiegend deponiert oder als Füllmaterial im Landbau verwertet. 
Im Rahmen der Erweiterung 1902 bis 1904 wurde die Anlage um drei weitere Absetzbecken erweitert. Die ineffektive chemische Reinigungsstufe wurde stillgelegt, da sie den Main zusätzlich mit CSB belastete. Sämtliche Becken wurden in der Mitte geteilt und dorthin dann die Einlaufgalerie verlegt, da Betriebsversuche gezeigt hatten, dass auch bei 42 Metern Beckenlänge eine ausreichende Sedimentation stattfand. Gleichzeitig mit der Erweiterung auf 14 Absetzbecken erhielt der Sandfang einen Bagger, und die Rechenanlage wurde mechanisiert. Zur besseren Reinigung der Absetzbecken wurde eine Anlage zur Schlammabsaugung installiert. Dadurch verbesserten sich insbesondere die Arbeitsbedingungen und die Verfügbarkeit und Reinigungsleistung der Anlage. Insgesamt konnten nun täglich 45.000 Kubikmeter Abwasser gereinigt werden.